# God Forbid

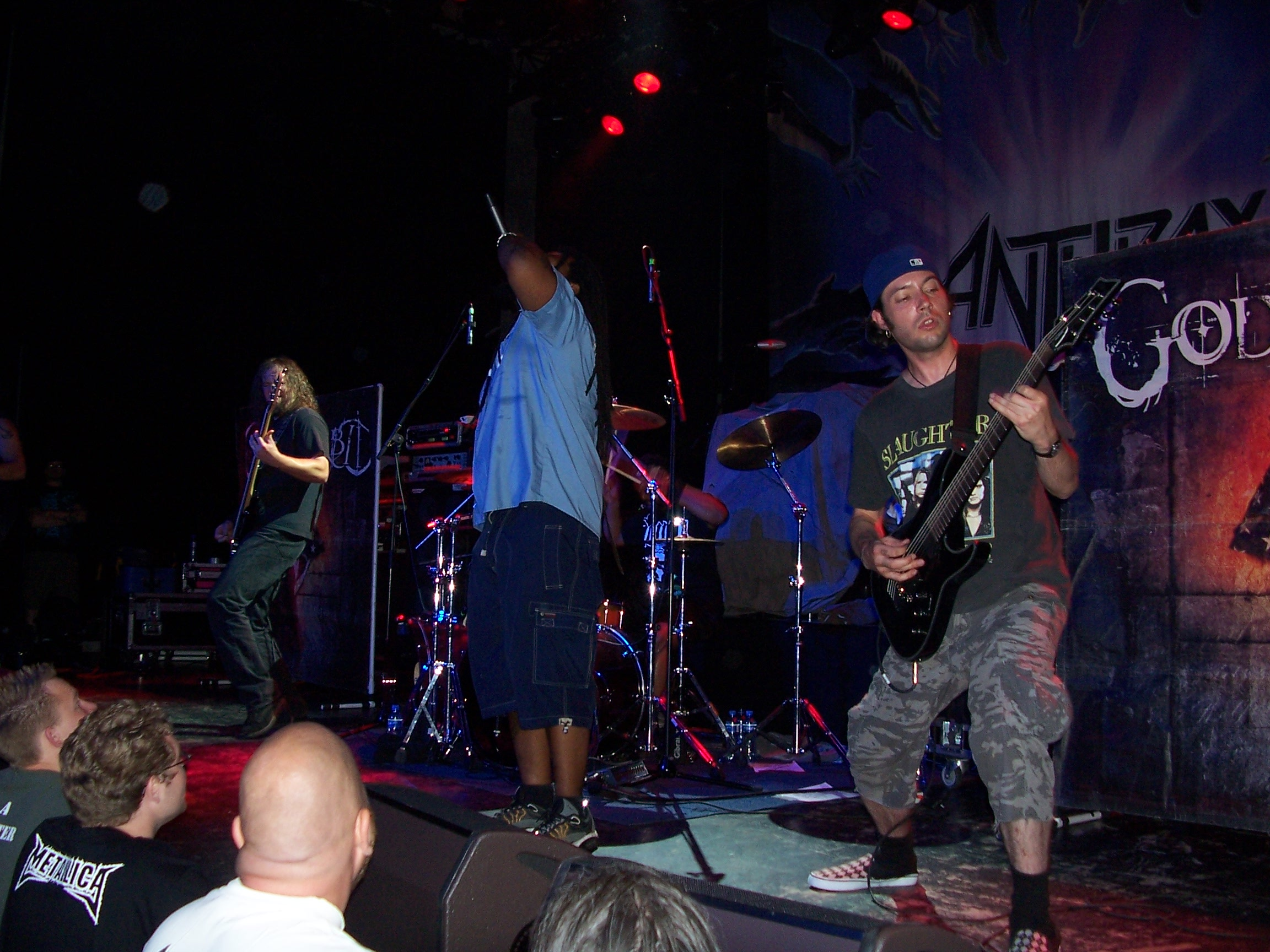
God Forbid treedt op in Paard van Troje in Den Haag op 30 juni 2009.

God Forbid was een Amerikaanse metalcoreband uit East Brunswick in New Jersey. In 2013 kondigde de band aan uit elkaar te gaan.

## Profiel
De band combineert cleane zangpartijen combineert met lichte thrash op blastbeats en gitaarriffs. De vijfkoppige groep werd opgericht in 1998, kreeg toen een contract bij 9 Volt Records en ging later naar Century Media Records. De band bestaat uit:
- Byron Davis (Negrodamus): zang
- John Outcalt (John): basgitaar
- Corey Pierce (Decimus): drums
- Dallas Coyle (General Zod): gitaar en zang
- Doc Coyle (Morpheus): leadgitaar en achtergrondzang

## Discografie
- Out of Misery (1998) (Mind Eraser; Habeeber; Madman; Nosferatu; Inside)
- Reject the Sickness (1999) (Amendment; Reject the Sickness; N2; No Sympathy; Assed Out; Ashes of Humanity (Regret); Dark Waters; Heartless; Weather the Storm; The Century Fades)
- Determination (2001) (Dawn of the MilleNnia; Nothing; Broken Promise; Divide my Destiny; Network; Wicked; Determination part 1; Determination part 2; Go your own way; God's Last Gift; A Reflection of the Past; Dead Words on Deaf Ears)
- Better Days EP (2003) (Better Days; Allegiance; Wicked (demo); Reject the Sickness; Mind Eraser)
- Gone Forever (2004) (Force Fed; Anti-Hero; Better Days; Precious Lie; Washed Out World; Living Nightmare; Soul Engraved; Gone Forever; Judge the Blood)
- IV Constitution of Treason (2005) (Article one - Twilight of Civilation met The End of the World; Chains of Humanity; Into the Wasteland; Article two - In the Darkest Hour there was One met The Lonely Dead; Divinity; Under This Flag; To the Fallen Hero; Article three - Devolution met Welcome to the Apocalypse (Preamble); Constitution of Treason; Crucify Your Beliefs)
- Earthsblood (2009) (The Discovery; The Rain; Empire of the Gun; War of Attrition; The New Clear; Shallow; Walk Alone; Bat The Angels; Earthsblood; Gaia (The Vultures))

Chains in Humanity is gebruikt voor de populaire snowboard film 'That's it That's all' waarmee het een underground hit is.